# Національно-визвольна боротьба в Єгипті (1879–1923)
Національно-визвольна боротьба в Єгипті 1879–1923 рр. — боротьба єгипетського народу за звільнення від колоніальної залежності.

## Історіографія
Єгипет наприкінці XIX – на початку XX ст. намагався вийти з-під контролю таких країн, як Велика Британія, Франція та Османська імперія. Вивчаючи події національно-визвольного руху, радянські історики переважно стверджували, що його метою було становлення комуністичного ладу в Єгипті. Однак у публікаціях, починаючи з 90-х рр. XX ст., можна простежити й інший погляд на події. Так, історики відзначали, що учасники єгипетської революції 1918–1919 рр. боролися за створення незалежної держави, а не лише за зміну форми правління. Прихильником такої думки, зокрема, був В.С. Кошелєв. Він акцентує увагу саме на розгляді, переосмисленні революційних подій у Єгипті та зазначає, що в країні відбувався перехід від колоніалізму до суверенітету. Заслуговують на окрему увагу роботи зарубіжних дослідників, а також цінним джерелом є спогади безпосередніх учасників революційних подій 1919 р.

## Причини
Головною метою європейської влади наприкінці XIX ст. було економічне та політичне, а потім і військове захоплення Єгипту. Недалекоглядна фінансова політика хедива Ісмаїла (1863 – 1879 рр.), дорогі й амбітні проекти, невигідна участь у будівництві Суецького каналу, а також занадто велика свобода діяльності іноземних компаній і вплив іноземних держав – призвели до зростання заборгованості Єгипту. В остаточному підсумку він потрапив у фінансову залежність від європейських країн і виявився нездатним розплатитися з боргами. Крім того, втручання англійських дипломатів у внутрішню політику країни призвело до зростання невдоволень серед панівнівної верхівки в єгипетському парламенті, що зрештою стало однією з причин формування національно-визвольних ідей.

## Етапи боротьби
В цілому можна виокремити такі етапи становлення національно-визвольної боротьби в країні:
I — початковий етап (1879 – 1882 рр.) – період політичної боротьби між Консультативним зібранням та «європейським кабінетом». Повстання Арабі-паші та його придушення британськими військами.
II — Організаційний етап (1883 – 1918 рр.) – період британського колоніального режиму та організації нових політичних партій.
III — Заключний етап (1918 – 1923 рр.) – потужне зростання національно-визвольного руху, діяльність партії Вафд.

## Перший етап
Початковий етап характеризувався першими спробами протистояння єгипетської влади англійській еліті. У серпні 1878 р. в Єгипті сформувався «європейський кабінет» – представницький орган Англії. З перших днів свого існування він перебрав на себе функції Консультативного зібрання – єгипетського парламенту. У цьому кабінеті посаду міністра фінансів обіймав англієць, а громадських робіт – француз. Фактична втрата самостійності викликала протести в країні. Неодноразово «європейський кабінет» і Консультативне зібрання видавали петиції, в яких обмежували права один одного. У цілому Консультативне зібрання позиціонувало себе як зібрання «представників єгипетської нації». Його дії підтримувала армія. Офіцери були налякані погрозами звільнення через постійну економію коштів. Хедив Ісмаїл в цілому не влаштовував британців, оскільки був сильним і авторитетним правителем, а отже, його було усунено від влади за допомогою турецького султана. 
Із приходом до влади нового хедива Тауфіка (1879 – 1892 рр.) у січні 1879 р. було сформовано новий кабінет міністрів на чолі з Рияд-пашею. В. С. Кошелєв, зокрема, відзначав, що син Ісмаїла – Тауфік був дуже відданий англійцям, а ще не мав ані характеру, ані здібностей його батька-реформатора. Його деспотична політика призвела до виступу єгипетської армії 9 вересня 1881 р., поклавши початок подіям, які увійшли в історію під назвою «повстання Орабі-паші». 
Головними вимогами повстанців були:
1. відставка уряду Рияда-паші;
2. формування нового єгипетського парламенту;
3. збільшення чисельності армії та платні офіцерам.

Результат був досягнутий – уряд Рияда-паші було повалено, хедив Тауфік утік до Александрії, а в Каїрі залишився Орабі-паша. Орабі-паша та його прихильники, улеми були байдужі до вимог свобод, але наполягали на дотриманні мусульманських звичаїв і приписів шаріату, вимагали вигнати іноземців та анулювати борги. У результаті повстання 2 лютого 1882 р. армія повалила вже новий уряд Національної партії і взяла владу в свої руки. Нові правителі закрили розважальні та інші несумісні з Кораном установи, стали виганяти європейців і тих, хто їм співчував, почалася чистка армії та державного апарату.
Побоюючись втрати свого впливу в Єгипті, у конфлікт втрутилась Англія. Унаслідок поразки при Тель-ель-Кебірі Орабі-пашу засудили та заслали на острів Цейлон. Єгипет у середині 1882 р. був повністю окупований англійськими військами, хоча ця окупація й вважалася «тимчасовою».
Таким чином, події періоду 1879 – 1882 рр. продемонстрували зростання національної самосвідомості єгипетського суспільства, дали поштовх для появи в ньому власне єгипетських соціальних і політичних сил. Проте, в той же час, ці події призвели до нової втрати незалежності країни, і показали, що найбільш сильними в країні були ті верстви, які здатні були відвести її в бік від прогресу, та які в боротьбі з впливом іноземців, звертались до вже по суті віджилих догм.

## Другий етап
Другий етап (1882 – 1918 рр.) можна в цілому назвати організаційним, з огляду на те, що початок XX ст. ознаменувався стрімким утворенням партій, які виступали проти колоніального режиму та закликали до боротьби. Після окупації 1882 р. Єгипетський хедиват де-юре залишався частиною Османської імперії, а де-факто, перебував під економічним і політичним контролем Великої Британії. У 1892 р. султанським фірманом був затверджений новий хедив, син Тауфіка – Абасс II Хільмі. Він намагався проводити незалежну політику від Великої Британії і співпрацювати з Османською імперією. Внаслідок цього виник конфлікт із представником англійської влади в Єгипті Е. Кромером. Справа в тому, що на чолі колоніальної адміністрації в Єгипті стояв представник Англії, який мав титул агента або Генерального консула. Цю посаду послідовно обіймали: лорд Евелін Кромер (1883 – 1907 рр.), Елдон Горст (1907 – 1911 рр.) і Герберт Кітчнер (1911 – 1914 рр.).
На політичній арені на початку XX cт. з’явилась нова постать – Мустафа Каміль (1874 – 1908 рр.), який відіграв дуже важливу роль у ході національно-визвольного руху єгипетського народу. 1900 р. він заснував газету «Аль-Ліва», в якій засуджував політику Великої Британії і закликав до визволення Єгипту від британської окупації, введення конституції та запровадження парламенту. Важко сказати, коли саме були встановлені зв’язки між хедивом і Камілом. Проте, з документів відомо, що Мустафа отримував фінансову допомогу від Абасса II Хільмі. Разом вони виступали за автономію Єгипту у складі Османської імперії. Однак Деншавайська трагедія 1906 р. змусила Мустафу Каміля розірвати відносини з Абассом II. Проте, вже в 1907 р. їхні політичні відносини стабілізувалися. 22 жовтня 1907 р. Мустафа Каміль створив Національну партію «Ватан». На думку Олега Крижанівського, Абасс II зрозумів, що Національна партія і її прихильники можуть витіснити його, тому він посприяв створенню «партії Народу», яка підтримувала владу хедива. Обидві партії проголошували внутрішню самостійність Єгипту. Крім того, початок XX ст. в Єгипті ознаменувався виникненням таких нових політичних партій, як «Вільна Національна партія», «Конституційна», «Копська», «Республіканська» та «партія Принців». Можна констатувати, що в цілому громадський рух був дуже строкатим, але основними його складовими стали прозахідний і проісламський напрямки.
Боротьба єгипетського народу проявлялася також в масових страйках, демонстраціях на підприємствах. У першу чергу робітники вимагали підвищення заробітної плати та покращення умов праці. Такі страйки влаштовували не лише корінні єгиптяни, але й іноземці. Зокрема, 1900 р. стався страйк італійців-будівельників, у 1901 р. – страйк іноземних і єгипетських робітників на швейній фабриці. Постійні затримки у видачі платні та соціальна незахищеність змушували іноземців організовувати робітничі страйки.
Створення різних партій, організацій, а також народні виступи посприяли тому, що у 1913 р. Абасс II Хільмі оприлюднив нову Конституцію, яка передбачала створення нового парламенту. Абасс II затвердив законодавчий орган для того, щоб згрупувати новоутворені партії у політичні блоки та надати їм можливість виконувати свої обов’язки на законних правах. Однак така самостійна політика Абасса II Хільмі призвела до того, що 5 листопада 1914 р. британські війська усунули його від влади, створивши Єгипетський султанат. Із того часу Єгипет перестав бути частиною Османської імперії не тільки фактично, але й юридично. 19 грудня 1914 р. першим єгипетським султаном було проголошено Хусейна Каміля, сина Ізмаїл-паші. Під час Першої світової війни Єгипет перетворився на головну англійську військову базу. У 1915 р. англійці сформували трудові та транспортні корпуси, які будували укріплення, табори для військових, залізниці та шосейні дороги. За час перебування при владі (1914 – 1917 рр.) Хусейн Каміль тримав політичний курс на Велику Британію. Однак після його смерті влада перейшла до його брата Ахмеда Фуада (1917 – 1936 рр.). Британці мали сподівання, що він також стане слухняним виконавцем їхньої політики. Проте, розрахунки британської влади виявилися помилковими. Ахмед Фуад швидко встановив зв’язки з єгипетськими націоналістами та почав проводити опозиційний щодо британської влади курс. 
Головною характеристикою організаційного етапу становлення національно-визвольної боротьби Єгипту за звільнення від колоніальної залежності від Великої Британії була активізація діяльності політичних сил. Саме протягом перших десяти–п’ятнадцяти років XX ст. політичні партії починали формувати свої програми, представляти їх у газетах, відстоювати свої політичні погляди. З’явились нові національні лідери.  

## Третій етап
Піком національно-визвольної боротьби був період з 1918 по 1923 рр. – заключний, що був насичений важливими подіями. Піднесення єгипетського національно-визвольного руху восени 1918 р. було пов’язано з активним функціонуванням партії Вафд. 14 листопада 1918 р. Саад Сайфула (Саад Заглул) – очільник партії, проголосив «Резюме єгипетських вимог», що являло собою першу програму Вафду. Аналізуючи ці вимоги, можна сказати, що Вафд боровся за повну незалежність Єгипту. 8 березня 1919 р. за відкриті виступи проти англійської влади Заглула і його прибічників було заарештовано. Такі безправні дії англійського уряду щодо партії Вафд стали головною причиною повстання 1919 р. Арешт спричинив хвилю протестів. Основною рушійною силою стала молодь. У демонстраціях брали участь студенти юридичного коледжу, згодом – інженерного, сільськогосподарського, медичного та торгового училищ. Найбільш стихійною вважають демонстрацію 7 березня 1919 р., коли чисельність демонстрантів перевищила 20 тисяч осіб. Слід звернути увагу, що 1919 р. в єгипетському національному русі вперше взяли участь жінки. Очолили жіночий рух Сафія Заглул — дружина Саада Заглула, керівника партії Вафд –, і Хода Шаараві — дружина Алі Шаараві, головного казначея партії Вафд.
У результаті подій 1919 р. вимоги єгиптян були виконані, Саада Заглула та його прибічників (Алі Шаараві, Мухамеда Махмуда, Ісмаїла Сідкі) звільнили, однак, їх відсторонили від політичних справ і до 1920 р. вони перебували в Парижі. 
У 1919 – 1920 рр. британський уряд надіслав до Єгипту спеціальну урядову місію на чолі з А. Мілнером. Повернувшись навесні 1920 р. до Лондона, він заявив, що треба змінити протекторат на незалежність. Після багаторазових зборів англійський уряд ухвалив рішення надати незалежність Єгипту 28 лютого 1922 р. Очільник колоніального уряду в Єгипті Аленбі опублікував декларацію про незалежність Єгипту. Проте, проголошена незалежність країни була лише формальністю. Зрозуміло, що англійський уряд мав намір і надалі втручатися у внутрішні справи Єгипту. 
Із проголошенням незалежності постало питання про конституцію. 3 квітня 1922 р. для розроблення конституції уряд створив спеціальну комісію. До її складу увійшли 32 особи. Очолив її Хусейн Рушді. Текст конституції остаточно був схвалений 19 квітня 1923 р.. Конституція проголошувала незалежність і суверенітет країни. Єгипет ставав конституційною монархією. На виборах до парламенту восени 1923 р. Вафд отримав беззаперечну перемогу. І вже 28 січня 1924 р. Саад Заглул став прем’єр-міністром Єгипту. Хоча Єгипет все ще фактично залишався під політичним і військовим контролем англійців, і попереду було ще багато драматичних подій на шляху до справжньої незалежності, однак вперше з XVI ст. країна стала формально незалежною.

## Висновки
Наприкінці XIX ст. думка про незалежність задавалась Єгипту лише недосяжною мрією. Проте, жорсткий колоніальний режим спричинив формування національних ідей. Цілком очевидно, що після революції 1919 р. самосвідомість єгиптян остаточно сформувалась. Як єгипетська еліта, так і звичайне населення усвідомило, що мають право на незалежну державу. 1922 р. – рік здобуття хоча й формального суверенітету, умовно можна вважати межею між стадією розвиненої та зрілої держави в Єгипті, оскільки для країни, з урахуванням її історичних особливостей, це був значний крок уперед. Наслідками визвольних змагань стали також формування власної політичної еліти Єгипту та в цілому значні поступки з боку Англії. Насправді ж зрілою державою Єгипет стане лише після 1952 р., після здобуття ним реальної незалежності та суверенітету. 